# Herniaria regnieri
Herniaria regnieri är en nejlikväxtart som beskrevs av Br.-bl. och Maire. Herniaria regnieri ingår i släktet knytlingar, och familjen nejlikväxter. Inga underarter finns listade i Catalogue of Life.